# P. Horváth László
P. Horváth László (Pápa, 1930. március 24. – 2020. október 6.) magyar író, költő, drámaíró.

## Életpályája
1945–1946 között leventeként megjárta Németországot. 1946–1951 között gyárban raktári segédmunkás és bádogossegéd, közben a dolgozók iskolája esti tagozatán érettségizett. 1955-ben az Eötvös Loránd Tudományegyetem Bölcsészettudományi Kar magyar szakán diplomázott. Filozófiát és dramaturgiát is tanult. 1955–1958 között Dombóváron a Gőgös Ignác Gimnázium tanára volt. 1959-ben a Madách Színház lektora volt. 1960–1962 között a pápai textilgyár dekorációsa volt. 1962-től, Budapesten a Gorkij fasori általános iskola oktatója volt. 1966-tól az Esze Tamás Nevelőotthon szaktanára volt. 1969-től a Magyar Népköztársaság Művészeti Alapjának tagja volt. 1970-ig napközis nevelőtanárként dolgozott. Ezt követően az Állami Déryné Színház sajtófelelőse volt. 1971-től szabadfoglalkozású író volt. 1973-tól a Magyar Írók Szövetségének tagja volt. 1986-tól takarítóként dolgozott.

## Családja
Szülei: Horváth Károly vasbetonszerelő és Bagladi Teréz gyári mosónő voltak. Felesége, Kis Herczegh Éva magyar szakos középiskolai tanár, szakszervezeti munkatárs volt.

## Művei
| - Meztelen csiga (1966) - Tenger (1967) - Trófea (1968) - Kypris (1969) - Aprópénz (1970) - Mária Magdolna (1972) - Frígiai sapka (1972) - Fuccs (1973) - Pünkösdi király (1973) - Frászkarika (1975) - Csigavér (1976) - Sánta Hintaló (1976) - Szenteltvíz (1977) - Gréti (1981) - Lázár (1986) - Négy vidám guberáló (1996) - Újezer (2000) - Egy szál napfény (2001) - Haláli piknik (2003) - Flóra Szabadsága (2004) - Jogosultak (2007) - Vedd vissza (2019) - Kró (1965) - Sajnálatos eset (1966) - Palimadár (1966) - Kritikusok (1971) - Krízis (1972) - Jónás halála (1972) - Ikaros (1973) - Daidalos (1974) - Kovácsok (1973) - Blamázs (1977) - Fogadások (2006) | - Blikk (regény) - Kakasdomb (regény) - Bogyó meséi (mese, 1975) - Márciusi hold (1969) - Sikátorok 1965-1983 (1985) - Álmok a piacon 1979-1995 (1996) - Ikaros (1997) - Oda-vissza - Kis titánok - Fiú - Kihívás - Huzavona - Bakugrások - Mókustojás - Hiányzó kerekek - Ikaros - Daidalos - Paragrafusok - Elképzeléseim (tanulmány) |

## Díjai
- Magyar Arany Érdemkereszt (2015)[3]